# Olaf Mooij

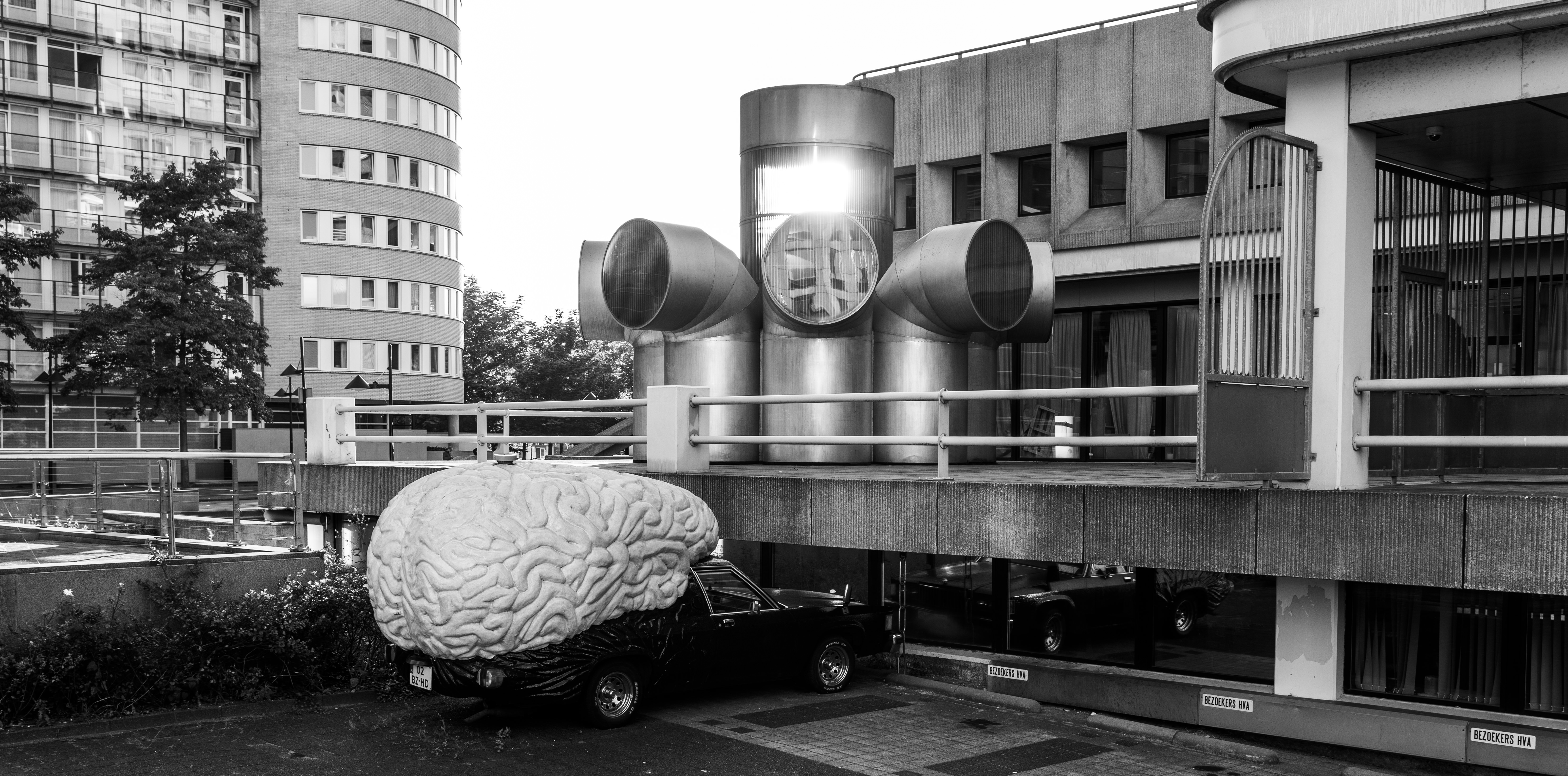
Braincar

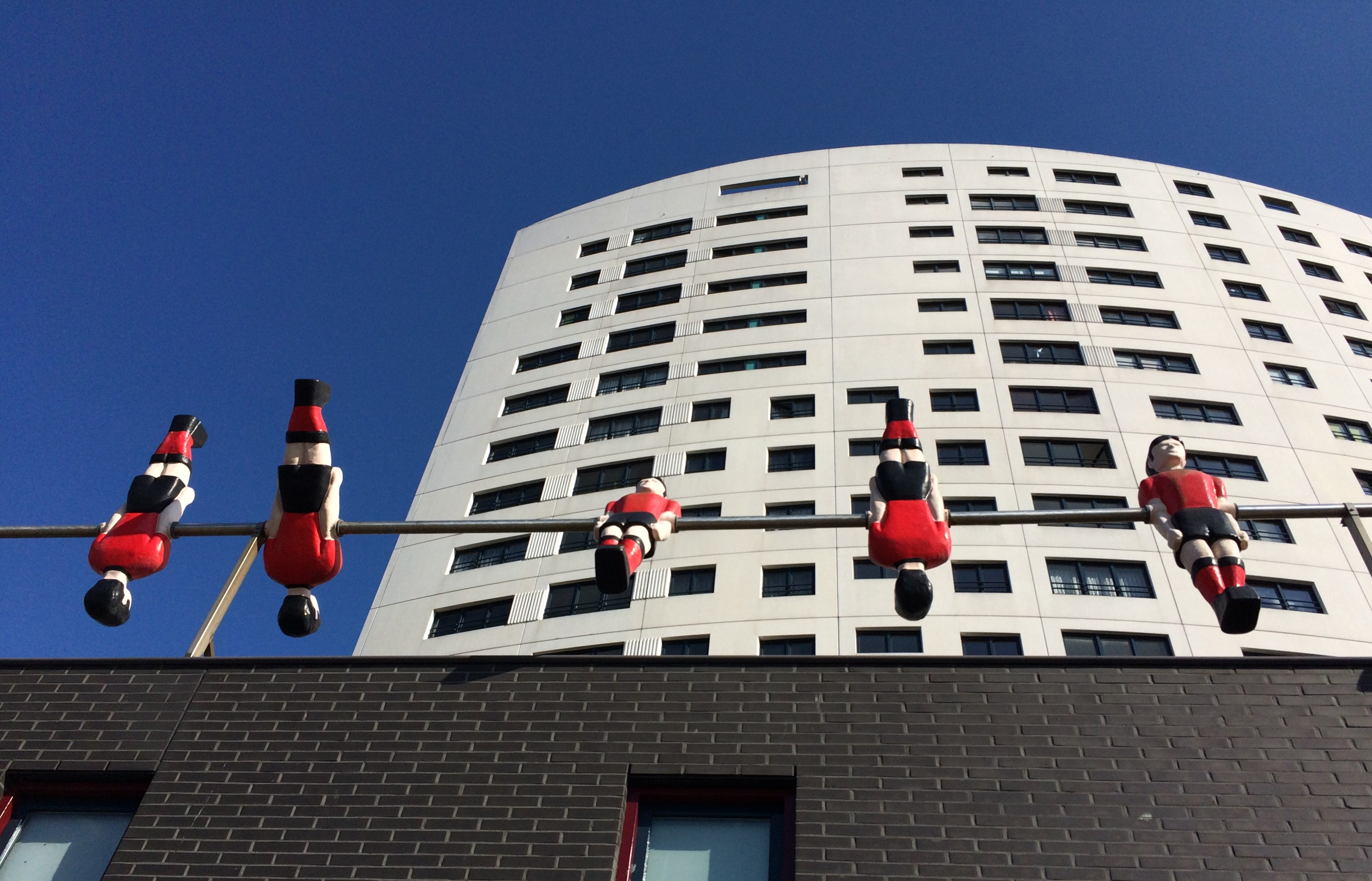
Tafelvoetbalpoppetjes op ware grootte op het dak van basisschool "Het Galjoen" op het Anna Blamanplein, Den Haag (1999)

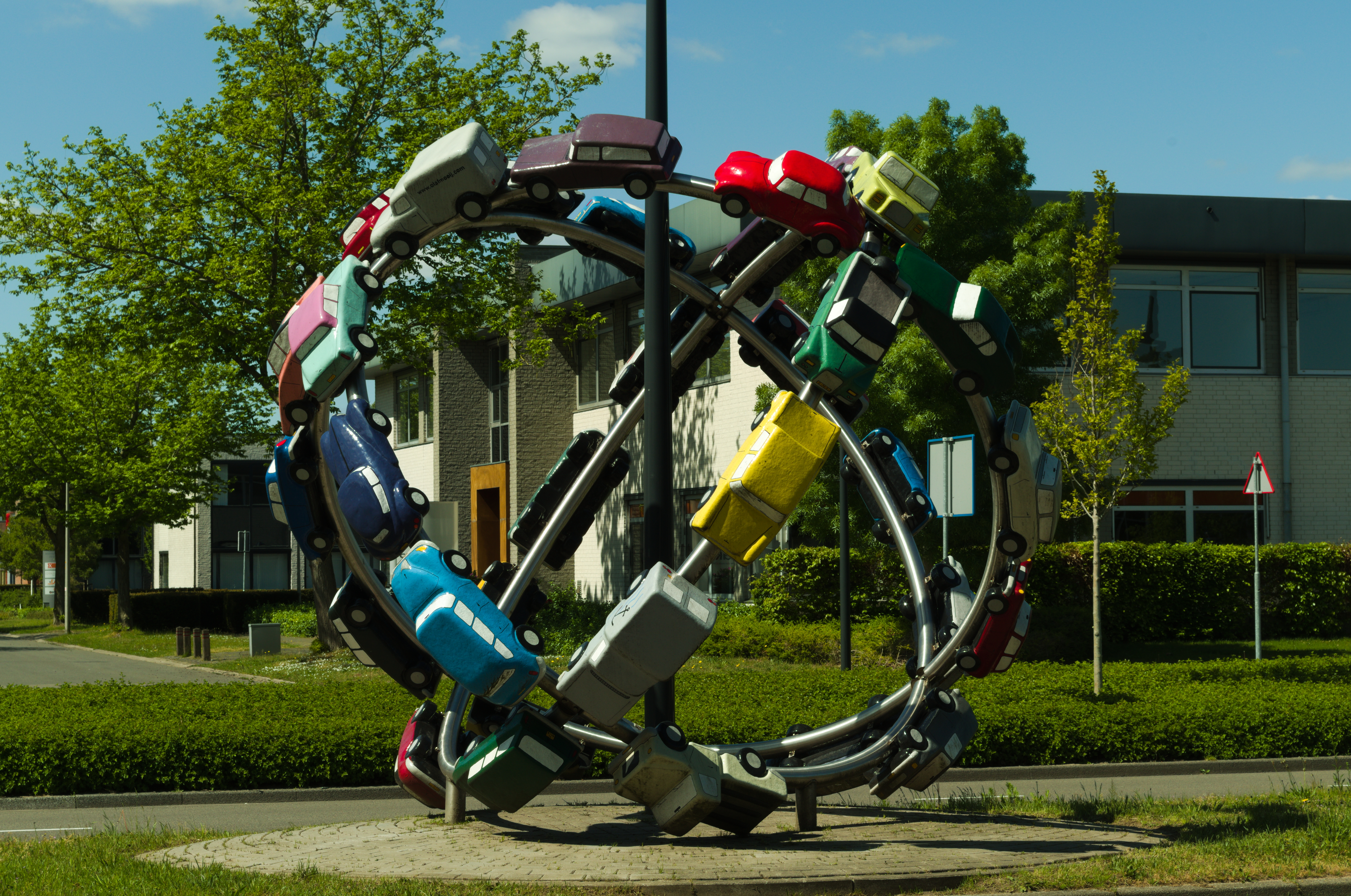
De mallemolen van deze tijd / Relics of a Bygone Era (2010 - heden)

Olaf Mooij (Rotterdam, 23 juni 1958) is een Nederlandse beeldhouwer en installatiekunstenaar.

## Leven en werk
Mooij is een zoon van de keramist Henk Mooij. Hij studeerde aan de Willem de Kooning Academie in Rotterdam (1977 - 1983) en had les van onder anderen Arie Berkulin en Gust Romijn. In weerwil van de hang naar het abstracte op de Academie ging Mooij aan de slag met installaties van gebruiksvoorwerpen. In 1999 maakte hij DJ-Mobiel, een verbouwde Ford Sierra met dj-booth en geluidsinstallatie, en ontving een nominatie voor de Rotterdam Designprijs. Mooij ging meer doen met auto's en de manier waarop mensen met auto's omgaan. In 2005 maakte hij Braincar, een auto die overdag zijn omgeving vastlegde en 's avonds de beelden projecteerde binnenin de op de auto gemonteerde hersens. In 2007 won hij met Braincar een eerste prijs tijdens Art Basel. De auto is Mooijs leidmotief geworden, waarbij hij parallellen legt met de levenscyclus van de mens.

## Werken

### Vrij werk (selectie)
- DJ-Mobiel (1999)
- Chesterfield-Car (2004), Collectie Museum Boijmans Van Beuningen
- Braincar (2007)
- DJ-Mobiel 2.0. (2014), onder andere te zien geweest op Down The Rabbit Hole en Pukkelpop

### In opdracht (selectie)
- zonder titel (1999) voor basisschool in Den Haag
- De mallemolen van deze tijd (2002), Twekkelerveld (Enschede)
- zonder titel (2005), Jan Kortplein, Hilversum
- zonder titel (2007) voor Brede school in Arnhem
- zonder titel (2008) voor Brede school in Melick
- zonder titel (2009) voor Brede school in Almelo